# Géographie de New York

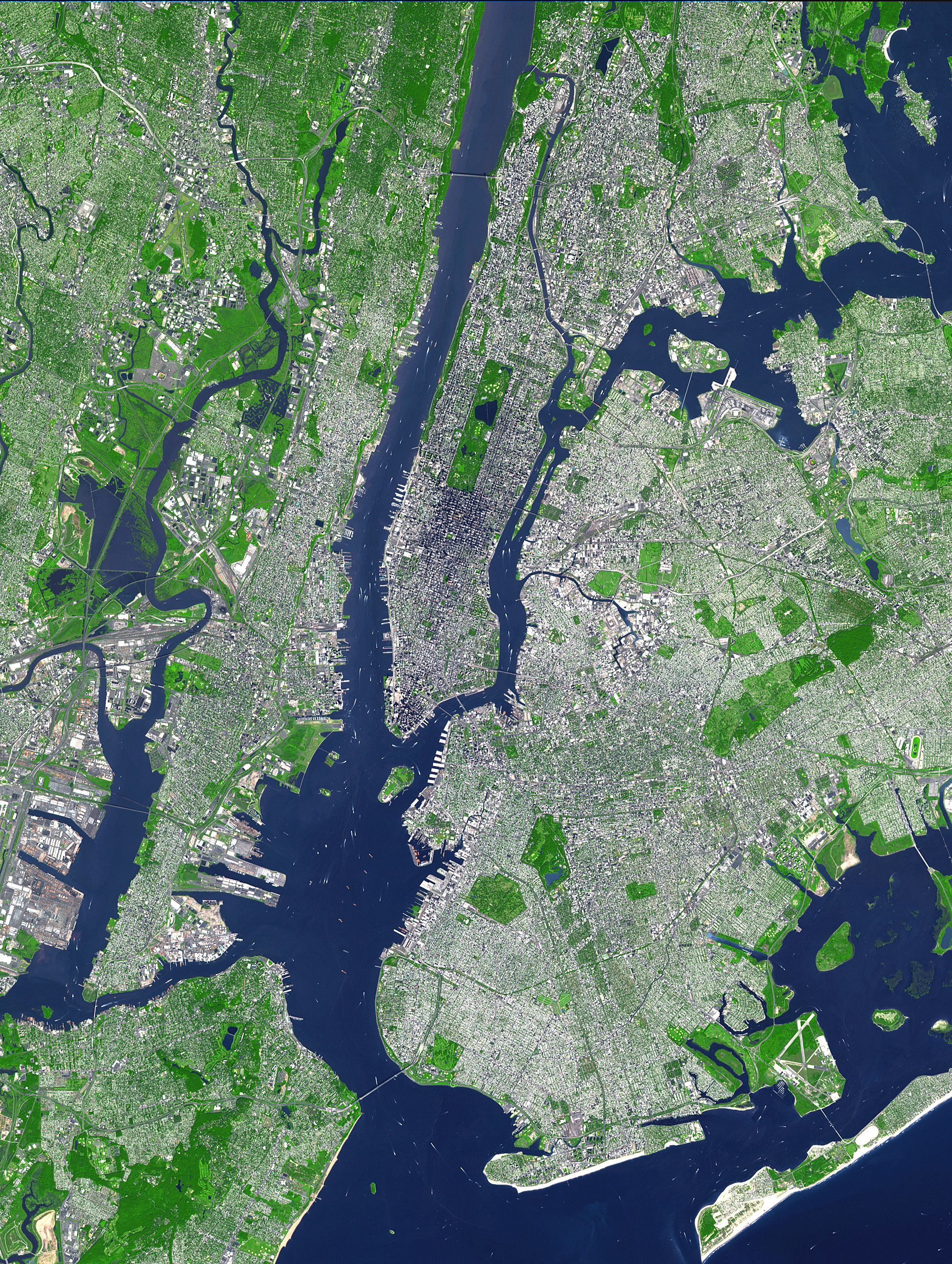
Image satellite de New York.

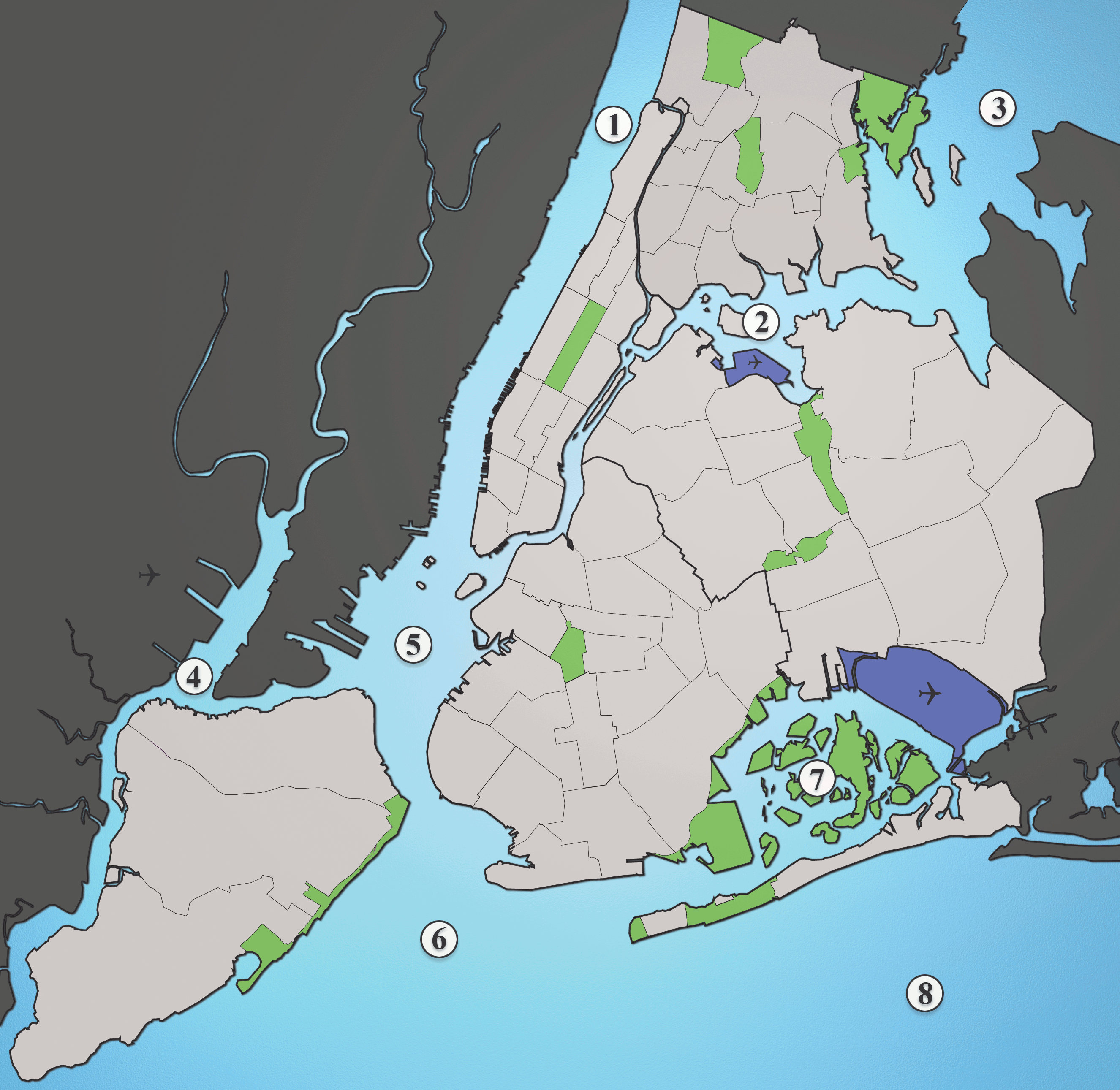
Voies maritimes de l'estuaire du fleuve Hudson : 1. Hudson, 2. East River, 3. Long Island Sound, 4. Newark Bay, 5. Upper New York Bay, 6. Lower New York Bay, 7. Jamaica Bay, 8. océan Atlantique.

La géographie de la ville de New York se caractérise par un emplacement côtier à l'embouchure du fleuve Hudson et de l'océan Atlantique, dans un port naturellement protégé. Avec son faible taux de disponibilité de terres, elle constitue un facteur contribuant à faire de New York la ville la plus densément peuplée des États-Unis. New York possède un climat typique des façades orientales des continents de l'hémisphère nord avec des étés chauds et humides et des hivers froids et enneigés, et un ensoleillement important de 2535 heures par an.

## Situation et superficie
New York est située sur la côte est des États-Unis. La métropole s'ouvre sur l’océan Atlantique et se trouve à 165 kilomètres de Philadelphie, à mi-distance entre Washington, D.C. et Boston (environ 360 kilomètres), 1 271 kilomètres de Chicago et 4 490 kilomètres de Los Angeles. La ville est située à peu près à la même latitude que Madrid ou Rome (40°43' N) et à la même longitude que Santiago de Cuba (74°0° W).
La superficie totale de la ville de New York est de 1 214 km2, dont 785 km2 de terres émergées et 429 km2 d’eau. L'altitude maximale est de 124,9 m, sur Todt Hill à Staten Island.
Le Grand New York ou New York Metropolitan area est l'aire urbaine la plus peuplée des États-Unis et la deuxième du monde. Cette région, centrée sur la ville de New York, regroupe au total 30 comtés et 725 municipalités qui s'étendent sur quatre États (New York, Connecticut, Pennsylvanie, New Jersey) et quelque 17 400 km2. Sa population est de 18,8 millions d'habitants en 2010. Selon le Bureau de la gestion et du budget, New York fait également partie d'une CMSA, aire urbaine de quelque 22,2 millions d'habitants en 2009.
Enfin, New York appartient à la mégalopole du BosWash qui s'étire de Boston à Washington D.C. Elle fait également partie des ensembles géographiques du Nord-Est des États-Unis et de la Manufacturing Belt.
La métropole se trouve sur un carrefour de voies de communication à la fois maritimes, fluviales (Hudson) et terrestres (voies ferrées, autoroutes, voies rapides, etc.). Elle est reliée au reste du monde par ses aéroports.

## Îles

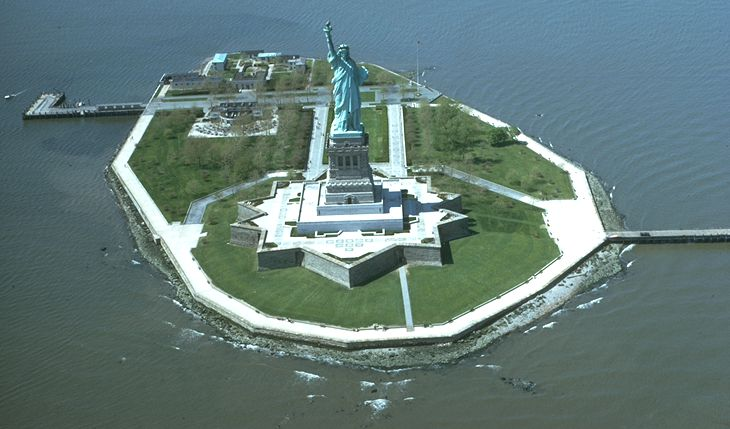
L'une des nombreuses îles de New York : Liberty Island.

La mégapole occupe la majeure partie de la baie de New York, elle-même constituée de la Upper Bay et la Lower Bay. La ville de New York présente la particularité de s'étendre sur plusieurs îles : la plus peuplée est celle de Manhattan où se trouve le cœur économique et culturel de l'agglomération. Governors Island, Liberty Island et Ellis Island sont de petites îles au sud de Manhattan dont les lieux historiques sont visités par les touristes. Staten Island est l'île la plus au sud de New York ; à l'ouest se trouve la réserve ornithologique de Prall's Island. Les arrondissements de Brooklyn et de Queens occupent la partie occidentale de Long Island alors que le Bronx se trouve sur le continent au sud d'une presqu'île. Riker's Island, Randall's Island et City Island sont rattachées à ce quartier.
Cette configuration insulaire nécessite la présence de nombreux ponts et tunnels qui relient les différentes parties de l'agglomération. Un service de traversiers permet également aux New-Yorkais de se déplacer facilement. Plusieurs détroits comme le Long Island Sound séparent les différentes îles. Les eaux profondes de la baie et les côtes très découpées fournissent de nombreuses baies abritées. Le site de New York apparaît à la fois comme un atout (ouverture maritime, défense naturelle) mais aussi comme un risque (inondations, élévation de la mer, raz-de-marée) pour la métropole.

## Hydrographie

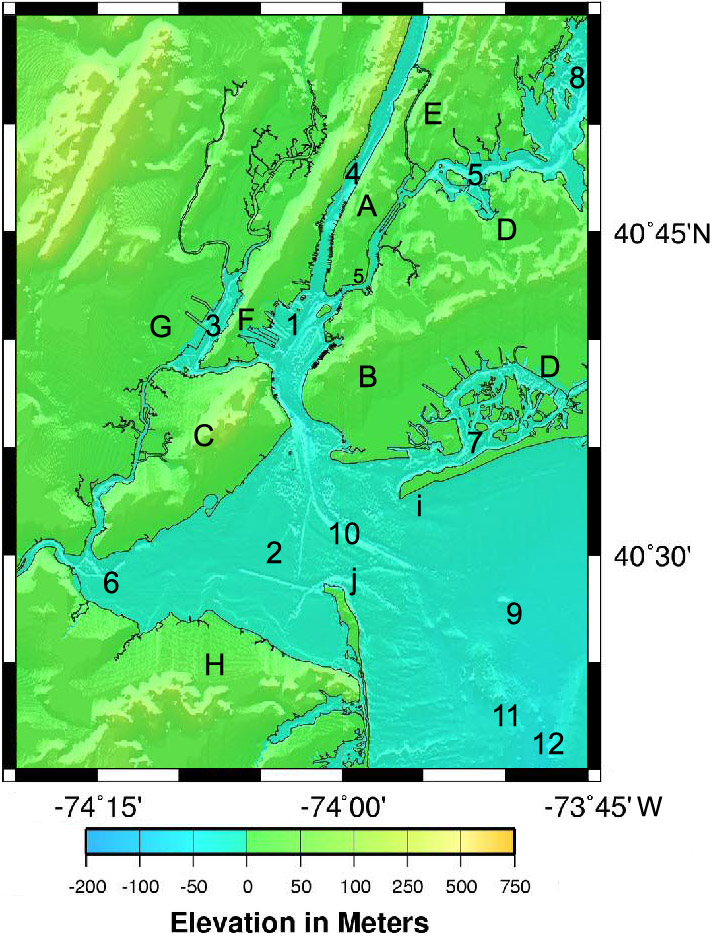
1. Upper New York Bay
2. Lower New York Bay
3. Newark Bay
4. Hudson
5. East River
6. Raritan Bay
7. Jamaica Bay
8. Long Island Sound
9. New York Bight-North Atlantic
10. Ambrose Channel
11. Sludge Dumping Site
12. Hudson Canyon
A. Manhattan
B. Brooklyn
C. Staten Island
D. Queens
E. The Bronx
F. Bayonne-Jersey City
G. Newark
H. Raritan Bayshore
i. Rockaway Point
j. Sandy Hook.

La ville de New York dispose d'un important réseau hydrographique. Le fleuve Hudson se jette dans la baie de New York en formant un estuaire. Il sépare New York de l'État du New Jersey. Le canal Érié, aménagé au début du XIXe siècle fait communiquer le fleuve et donc New York avec la région des Grands Lacs. La Bronx River est un petit cours d'eau de 38 km situé dans l'arrondissement du Bronx. En revanche, malgré leur nom, l'East River et la Harlem River ne sont pas des cours d'eau mais des bras de mer ou des détroits. Newtown Creek est un estuaire qui marque la limite entre Brooklyn et Queens.
New York est bordée par quatre baies principales : Upper New York Bay au sud de Manhattan, Lower New York Bay au sud de Staten Island et de Long Island, Newark Bay au nord de Staten Island et Jamaica Bay au sud de Brooklyn. The Narrows que l'on peut traduire par "le Détroit", sépare les arrondissements de Brooklyn et de Staten Island. Il forme le principal chenal d'accès au port de la ville et relie les deux parties de la baie de New York (lower et upper bay).

## Géologie et relief

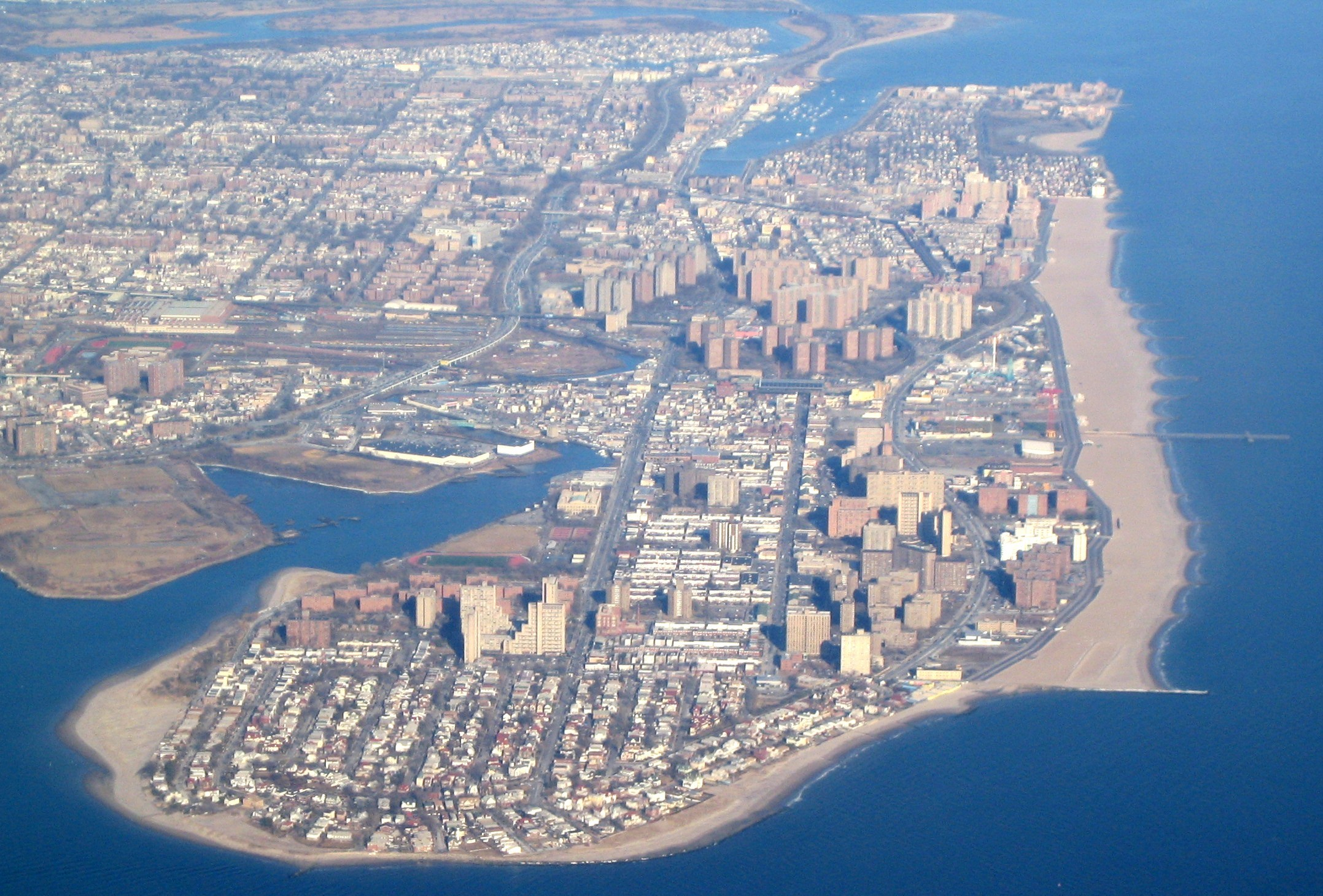
Plage de sable de Coney Island, au sud de Brooklyn.

Les cinq arrondissements de la ville de New York (Manhattan, le Bronx, Brooklyn, Queens et Staten Island) se trouvent à cheval sur la frontière entre deux provinces géologiques de l'Est de l'Amérique du Nord.
Au large de Long Island s'étend le plateau continental peu profond et entaillé par le canyon sous-marin de l'Hudson.
Brooklyn et Queens, situés sur Long Island, font partie de la plaine côtière atlantique, un ensemble géophysique allant de la baie de New York à la Floride. Il s'agit d'une région peu élevée (généralement moins de trente mètres avec un point culminant à environ 120 mètres d'altitude). Long Island est une île-barrière constituée d'un socle de roches sédimentaires du Crétacé. Des couches de sédiments se sont déposées lors de la Glaciation du Wisconsin, il y a entre 85 000 et 9 000 ans. À cette époque, le niveau de la mer était plus bas qu'aujourd'hui et l'inlandsis laurentide recouvrait une grande partie du nord-est des États-Unis. À cette époque, l'Hudson se jetait dans l'Atlantique plus au sud, en suivant le parcours de l'actuel fleuve Raritan. La région de New York se trouvait alors sur le bord de cette immense couverture de glace de 300 mètres d'épaisseur. Le niveau de la mer était inférieur d'environ 100 mètres à celui d'aujourd'hui et le rivage était en retrait de 160 km. Le glacier a laissé plusieurs moraines frontales. Entre 17 000 et 13 000 av. J.-C., à la fonte des glaciers, la moraine frontale joua le rôle de digue et les vallées creusées par la glaciation (Hudson Est et Harlem River) se remplirent d'eau. Par la suite, la rupture du goulet de la moraine frontale ouvrit les lacs à la mer. The Narrows se sont également formés à la fin de la période glaciaire. Auparavant, Staten Island et Long Island n'étaient pas séparées et ne formaient alors qu'une seule île.
Le Bronx et Manhattan appartiennent au Manhattan Prong ou Manhattan Hills, une section de la province géologique de Nouvelle-Angleterre. L'altitude de ce secteur est généralement inférieure à 100 mètres ; le point culminant de l'île de Manhattan (80 mètres) se trouve au nord dans le Fort Tryon Park. Les roches métamorphiques (gneiss, schistes, marbres, quartzites,), fournissent un appui solide pour ses nombreux gratte-ciel. Ce substrat rocheux correspond à une très ancienne chaîne de montagnes érodée et affleure à Central Park et en divers endroits du nord de Manhattan. Il est le produit de l'Orogenèse taconienne. La géologie de Staten Island est plus complexe : le socle rocheux se compose de roches sédimentaires du Crétacé au sud-est et de roches du Trias au nord-ouest. On y trouve également de la serpentinite. Des couches sédimentaires de type morainiques se sont déposées au cours de la dernière glaciation.
Le territoire new-yorkais a été considérablement aménagé par les hommes qui ont modifié la topographie, particulièrement à Manhattan. Ainsi, au début du XIXe siècle, du remblai fut utilisé afin d'agrandir le quartier de Lower Manhattan au niveau de la pointe sud de l'île, entre les limites naturelles de l'Hudson sur Greenwich Street jusqu'à West Street.
Plus récemment, lors de la construction du World Trade Center, quelque 917 000 m3 de terre ont été excavés, puis réutilisés afin de construire Battery Park City. L'extension de 210 mètres sur le fleuve couvre 37 hectares, fournit 1,9 km de côte et environ 12 hectares de parcs.

## Climat
| Mois                                | jan.  | fév.  | mars  | avril | mai   | juin  | jui.  | août  | sep.  | oct.  | nov. | déc. | année   |
| ----------------------------------- | ----- | ----- | ----- | ----- | ----- | ----- | ----- | ----- | ----- | ----- | ---- | ---- | ------- |
| Température minimale moyenne (°C)   | −3,2  | −2,2  | −1,7  | 6,7   | 12,3  | 17,3  | 20,4  | 19,8  | 15,7  | 9,7   | 5    | −0,2 | 8,6     |
| Température maximale moyenne (°C)   | 3,3   | 5     | 9,8   | 15,9  | 21,6  | 26,1  | 29    | 28    | 23,7  | 15,5  | 11,7 | 6    | 16,5    |
| Ensoleillement (h)                  | 162,7 | 163,1 | 212,5 | 225,6 | 256,6 | 257,3 | 268,2 | 268,2 | 219,3 | 211,2 | 151  | 139  | 2 534,7 |
| Précipitations (mm)                 | 104   | 80    | 111   | 108   | 119   | 97    | 117   | 107   | 107   | 97    | 110  | 100  | 1 262   |
| dont neige (cm)                     | 21,1  | 18    | 8,6   | 1     | 0     | 0     | 0     | 0     | 0     | 0     | 1    | 6,6  | 56,4    |
| Nombre de jours avec précipitations | 10,3  | 9,4   | 10,7  | 11,1  | 11,4  | 10,8  | 10,2  | 9,5   | 9,1   | 8,3   | 9,3  | 10,6 | 120,7   |
| Humidité relative (%)               | 63,8  | 63    | 62,3  | 60,9  | 69,4  | 71,7  | 70,7  | 73,2  | 74,7  | 71,6  | 68,3 | 66,6 | 68      |
| Nombre de jours avec neige          | 4,1   | 2,9   | 1,6   | 0     | 0     | 0     | 0     | 0     | 0     | 0     | 3    | 1,8  | 10,9    |

| Diagramme climatique                                  |         |            |            |             |            |           |           |             |           |          |          |
| J                                                     | F       | M          | A          | M           | J          | J         | A         | S           | O         | N        | D        |
| 3,3−3,2104                                            | 5−2,280 | 9,8−1,7111 | 15,96,7108 | 21,612,3119 | 26,117,397 | 2920,4117 | 2819,8107 | 23,715,7107 | 15,59,797 | 11,75110 | 6−0,2100 |
| Moyennes : • Temp. maxi et mini °C • Précipitation mm |         |            |            |             |            |           |           |             |           |          |          |

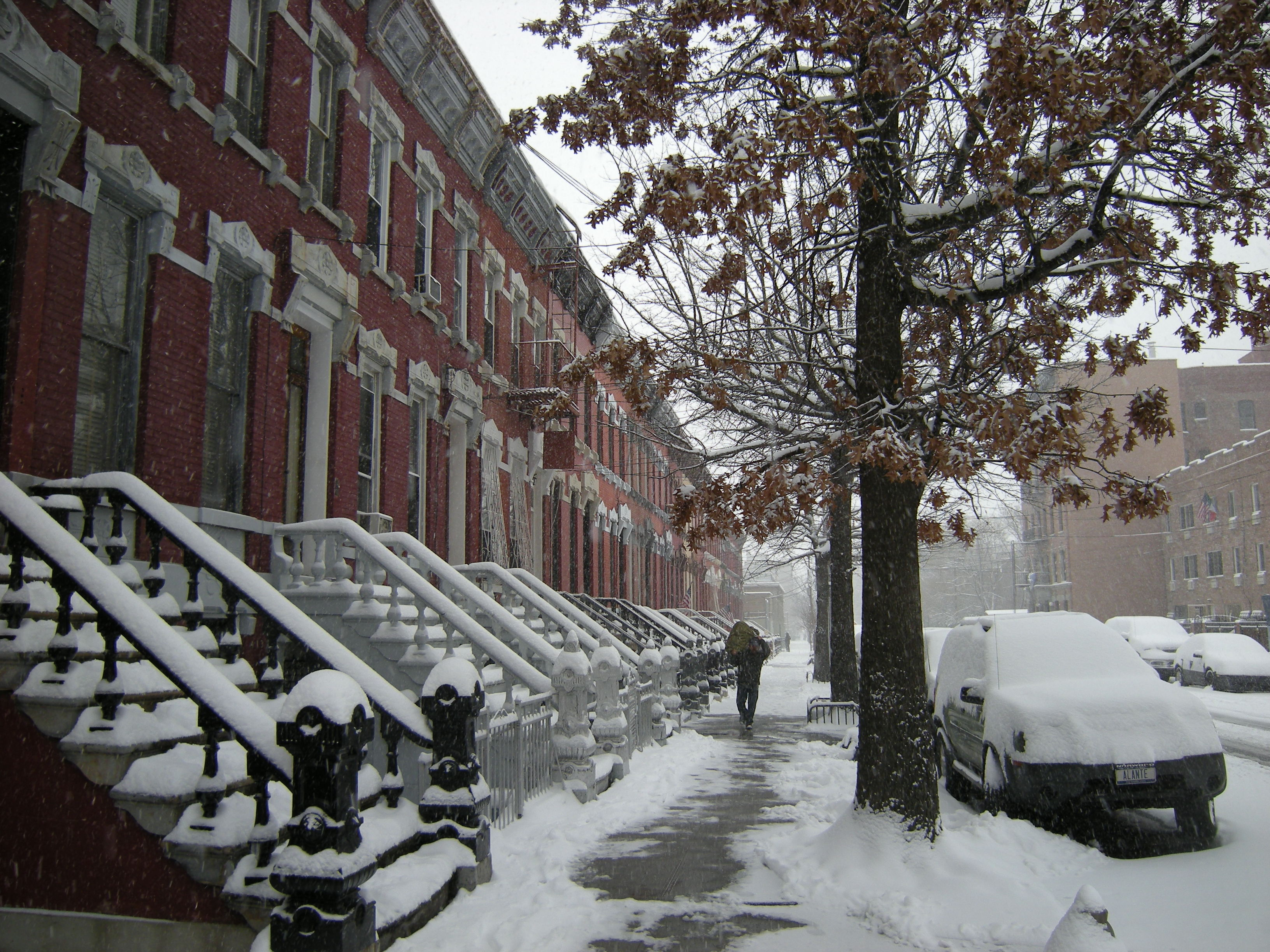
Neige dans l'arrondissement du Bronx.

New York se trouve dans la zone tempérée nord sur la façade orientale du continent américain. Son climat dépend de cette position géographique, de la circulation méridienne des masses d'air et de la proximité d'un courant marin froid. Selon la classification de Köppen, le climat est continental humide. En effet, les hivers sont froids et humides, avec parfois des précipitations neigeuses et plusieurs jours de gel. De la glace peut se former sur le fleuve Hudson. Cependant, la chaîne des Appalaches protège la ville des coulées d'air glacial venues du Canada, si bien que les températures minimales sont moins froides que dans les villes de la région du Midwest comme Chicago. Les étés sont chauds et humides. Printemps et automne sont courts et changeants. Avant l'hiver, New York peut connaître quelques jours de chaleur appelés « été indien ». Le total annuel des précipitations est relativement important (environ 1 200 mm) et les pluies sont réparties de façon à peu près égale sur l'année.
Les principaux risques climatiques sont les inondations, les tempêtes et les blizzards. Le Grand blizzard de 1888 qui a affecté le Nord-Est des États-Unis fut l'un des plus importants de l'histoire de la ville. Plus récemment, la tempête de neige de février 2010 a paralysé la ville pendant plusieurs jours. Manhattan n'a jamais été touchée par une tornade. En 1973, une tornade de catégorie 3 est passée à une quarantaine de kilomètres du centre de la ville ; l'ouragan Sandy passe par New-York à la fin octobre 2012 causant 41 morts dans la ville. Parmi les autres événements météorologiques extrêmes qui frappent New York, on peut citer les canicules qui reviennent quasiment chaque été lorsque les masses d'air tropical viennent du sud. Celle de 1911 provoqua la mort de 146 personnes. Les canicules sont amplifiées par le phénomène de l'îlot de chaleur urbain.

## Environnement

### Faune et flore

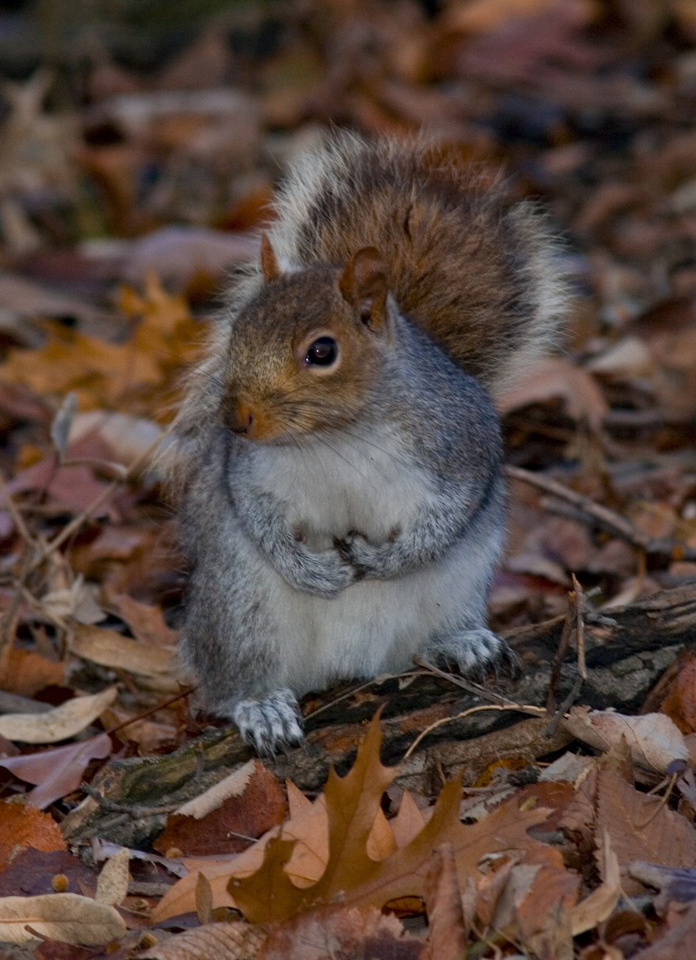
Un écureuil gris à Central Park.

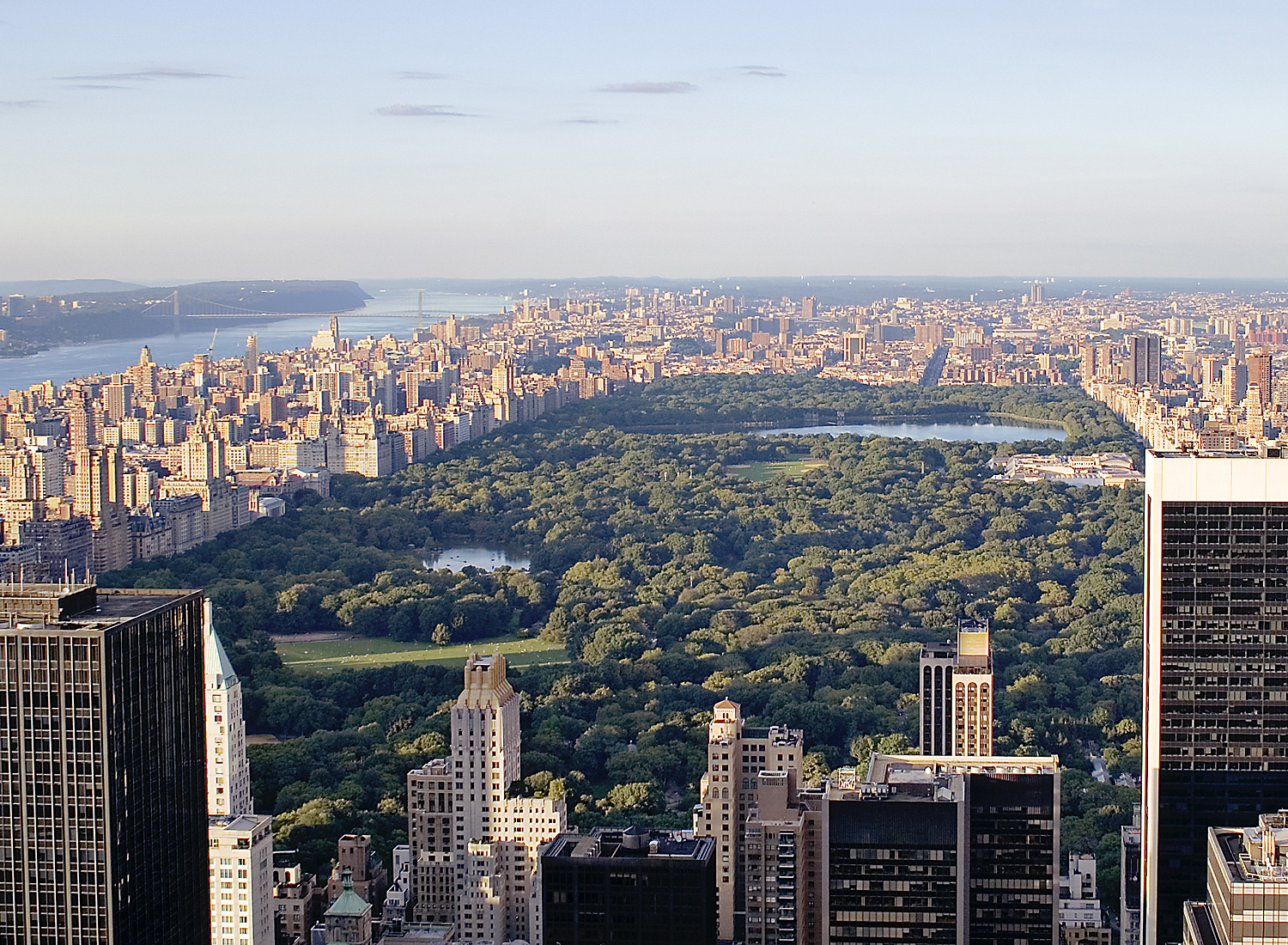
Le principal espace vert de Manhattan : Central Park.

Malgré son univers de béton et de gratte-ciel, New York est le refuge d'une faune et d'une flore qui, au fil des décennies, se sont progressivement adaptées à cet environnement artificiel. Il n'est donc pas étonnant de voir que ce « milieu » atypique a attiré d'abord des espèces hautement adaptables, notamment celles introduites par l'Homme — comme les moineaux, les étourneaux ou les pigeons. Aussi, la biodiversité est présente au cœur de la ville : New York compte plus de 350 espèces d'oiseaux, 170 de poissons, 30 de mammifères, 32 de reptiles et d'amphibiens. Les oies des neiges et diverses espèces de canards passent l'hiver dans la région new-yorkaise. Des espèces rares peuvent également être observées comme le bécasseau maubèche et le pluvier siffleur. Plusieurs couples de faucons pèlerins ont été observés : ils régulent les populations de pigeons, d'étourneaux et de moineaux.
3 000 espèces de plantes ont été répertoriées à New York par les équipes du jardin botanique de Brooklyn. Les arbres les plus communs sont le chêne, le tulipier de Virginie et l'orme.
Situé au point de rencontre des eaux douces de l'Hudson et salées de la baie de New York, le port, bien qu'il soit devenu l'un des plus actifs du monde, demeure peuplé de nombreuses espèces. La faune aquatique locale y côtoie une faune marine saisonnière ; certains poissons migrateurs (bars, esturgeons) vont frayer plus en amont sur l'Hudson. Paradoxalement, beaucoup d'espèces sont ici communes : la pollution les a préservées de toute capture pour la consommation de masse. Crabes, homards et crevettes vivent sur le fond. Les îles inhabitées du port de New York sont le refuge des aigrettes, hérons et ibis.
Avec ses 341 hectares de verdure, Central Park représente le plus vaste espace vert de Manhattan. Il abrite un total de 250 000 arbres et buissons. Le parc urbain accueille 270 espèces d'oiseaux et 14 espèces de mammifères (lapins, marmottes, écureuils, ratons laveurs…). Il se situe sur la route atlantique des oiseaux migrateurs qui s'y arrêtent. Le matin, à Turtle Pond, on peut apercevoir des hérons argentés et environ 80 000 poissons évoluent dans l'Harlem Meer.

### L'environnement: un enjeu majeur

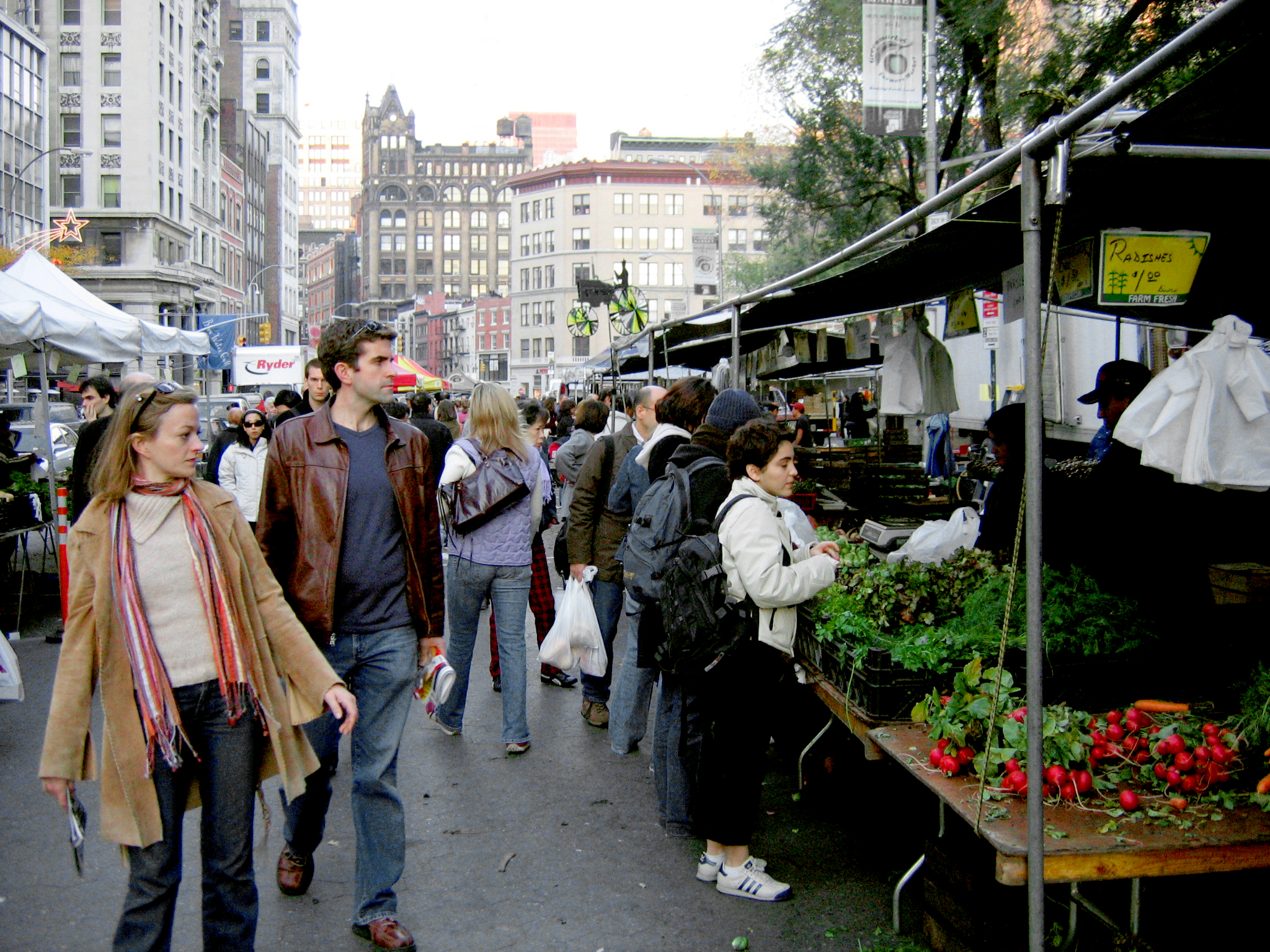
Un marché à Union Square.

Depuis quelques années, la municipalité a engagé une politique environnementale dont le principal acteur est le Department of Environmental Protection. Elle a signé l’U.S. Mayors Climate Protection Agreement (« accord des maires des États-Unis sur la protection du climat »), visant à atteindre ou à dépasser les objectifs de réduction de GES fixé par le protocole de Kyoto.
Les associations écologistes font également pression pour améliorer la qualité de l'environnement urbain. Plusieurs groupes de pression ont leur siège à New York : le Natural Resources Defense Council ou encore de l'Environmental Defense Fund par exemple. À l'instar d'autres grandes villes américaines comme Portland ou San Francisco, certains habitants des classes moyennes sont sensibles aux questions environnementales. Ces derniers fréquentent les farmers’ markets qui vendent des produits locaux et qui se sont développés depuis les années 1970 grâce aux efforts de la municipalité.

### Pollution atmosphérique

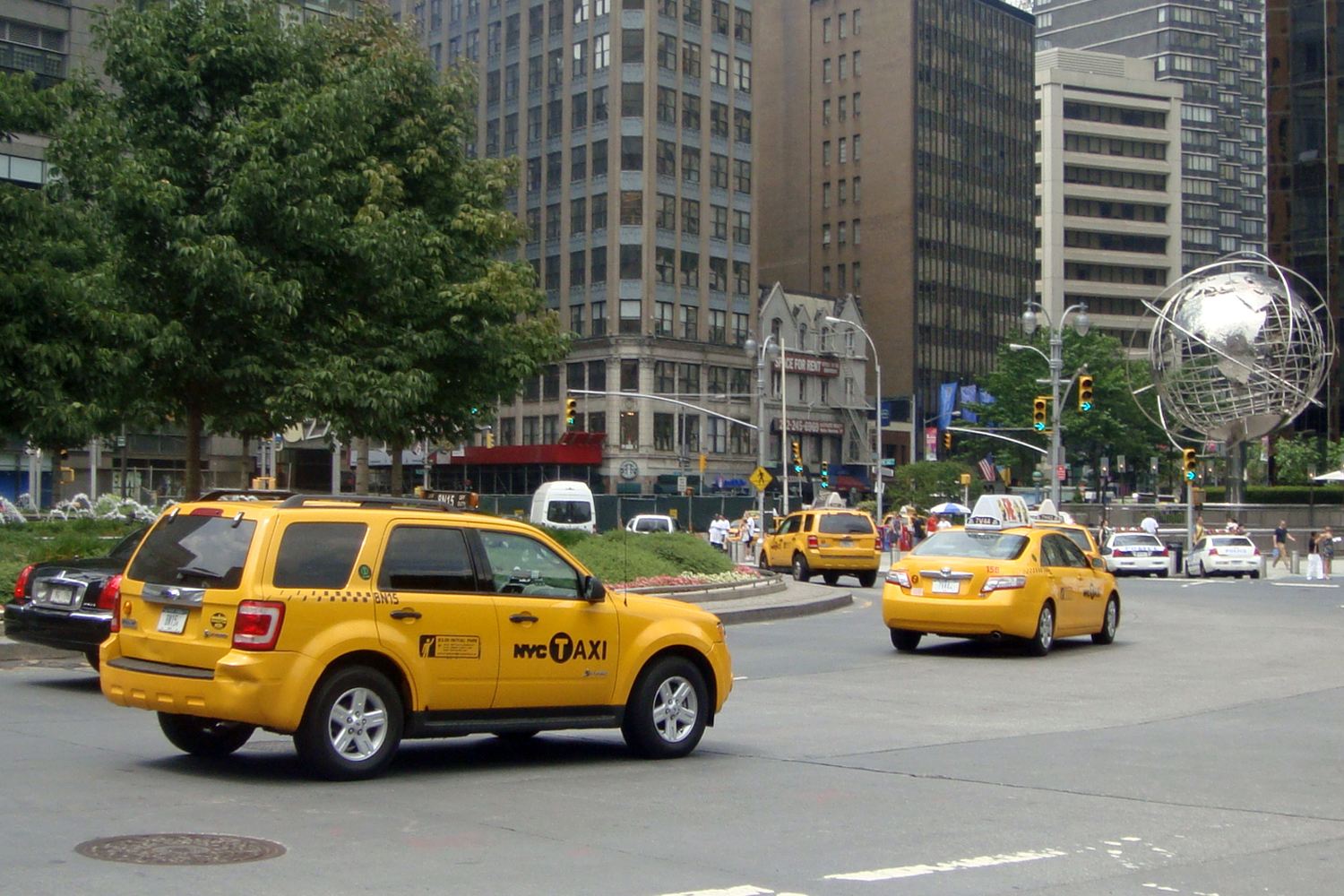
Taxis hybrides à New York.

La pollution atmosphérique est responsable du développement de maladies respiratoires parmi les new-yorkais. Les pluies acides sont un problème que l'on retrouve dans tout le Nord-Est du pays.
Les fortes densités de population à New York représentent à la fois un atout et un danger. Elles favorisent l'utilisation massive des transports en commun. Conjuguée à la faible concentration d'industries lourdes, cela explique qu'un New Yorkais produit en moyenne 7,1 tonnes de gaz à effet de serre par an, un nombre très en dessous de la moyenne nationale (24,5 tonnes par an et par habitant). New York représente 1 % des émissions de GES des États-Unis alors qu'elle abrite 2,7 % de la population américaine.
Alors que la majorité des Américains prennent leur voiture pour se rendre sur leur lieu de travail, les New Yorkais utilisent surtout les transports en commun. D'après le recensement de 2000, New York est la seule ville américaine où plus de la moitié des habitants ne possède pas d'automobile.
Les efforts de la municipalité ont porté sur l'équipement en transports collectifs propres.
Plus de 2000 taxis hybrides circulent à New York en 2009, plus que dans toute autre ville d'Amérique du Nord,

### Efficacité énergétique
En moyenne, un new-yorkais consomme moitié moins d'électricité qu'un habitant de San Francisco.
La municipalité a remplacé des milliers de feux de signalisation et de lampes pour l'éclairage public. Le courant électrique utilisé par une vingtaine de bâtiments publics, parmi lesquels la statue de la Liberté et Ellis Island, est produit par des éoliennes.

### Écoconstructions

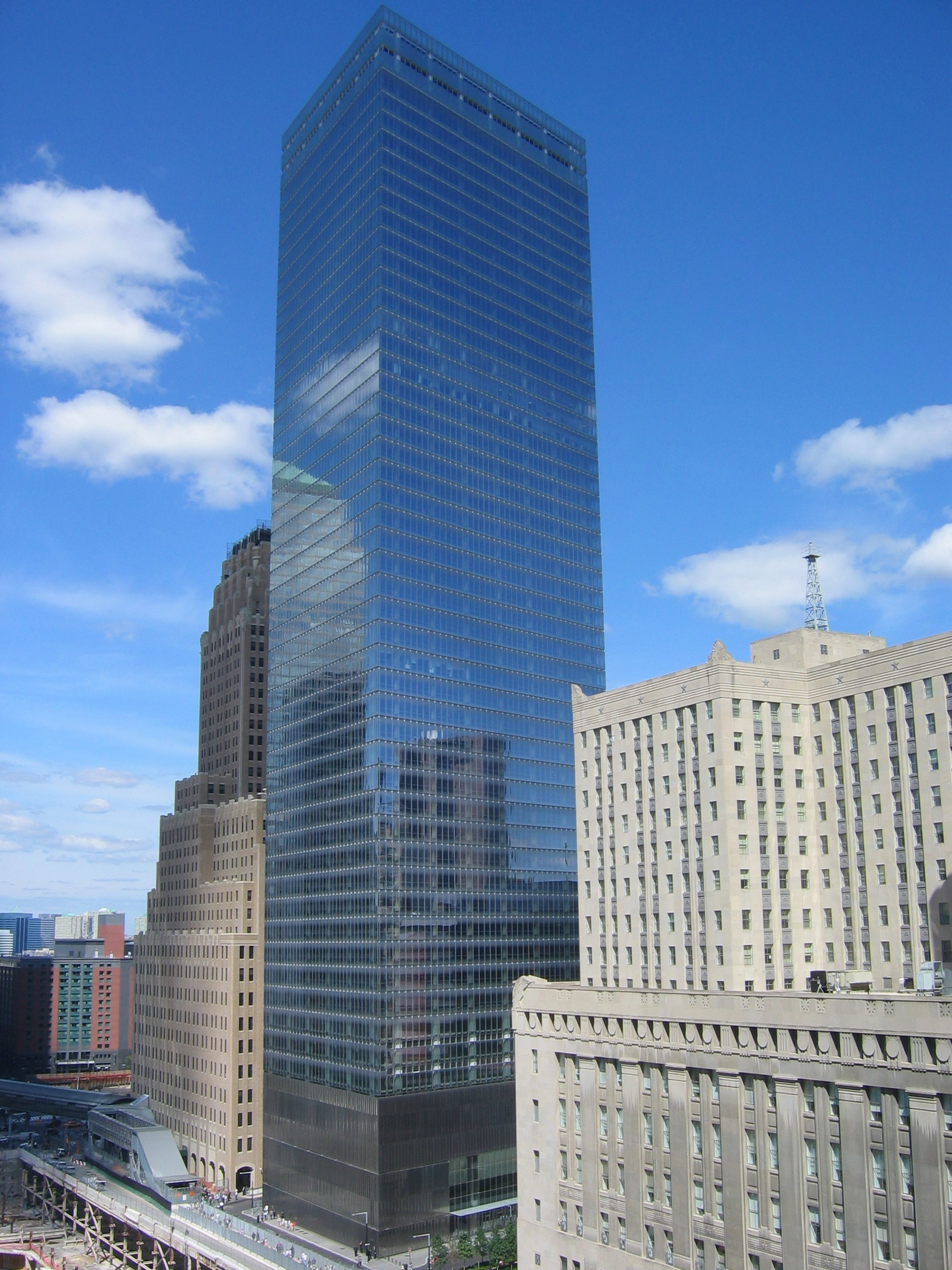
7 World Trade Center, un gratte-ciel qui respecte les normes d'écoconstruction.

Dès 2000, l'État de New York a instauré une politique d'exemption d'impôts pour les écoconstructions. La municipalité consacre une part de plus en plus élevée de son budget à l'efficacité énergétique. Il s’agit d’élaborer des plans de rénovation ou de construction de bâtiments aux normes du LEED. Les groupes privés participent également à la réduction des GES : la Hearst Tower et le 7 World Trade Center sont des exemples de green buildings.

### Eau
New York a besoin d'importantes quantités d'eau chaque jour : 1,4 milliard de gallons soit 5,3 milliards de litres. Le système d'approvisionnement en eau de New York repose sur 19 réservoirs situés dans les montagnes à l'intérieur des terres, notamment des montagnes Catskill. Cette eau est transportée par les aqueducs de Croton et du Catskill system. Malgré la croissance démographique de New York, la ville consomme 28 % d'eau en moins au milieu des années 2000 par rapport à 1979, grâce à la réparation des fuites sur le réseau de distribution.
Les eaux de l'Hudson et de la baie de New York subissent d'importantes pollutions urbaines. Le Newtown Creek a été pollué pendant des décennies par des rejets de pétrole. Le mercure et les PCB présents dans l'eau ont des conséquences sur la faune et sur la santé humaine.

### Traitement des déchets
En 2001, le maire Rudolph Giuliani a fermé la décharge de Fresh Kills sur Staten Island. La plupart des déchets de New York furent alors transportés par camions dans les États voisins. En 2006, le maire Michael Bloomberg engagea une nouvelle politique pour l'acheminement des ordures par barges ou par trains.

## Subdivisions de la ville

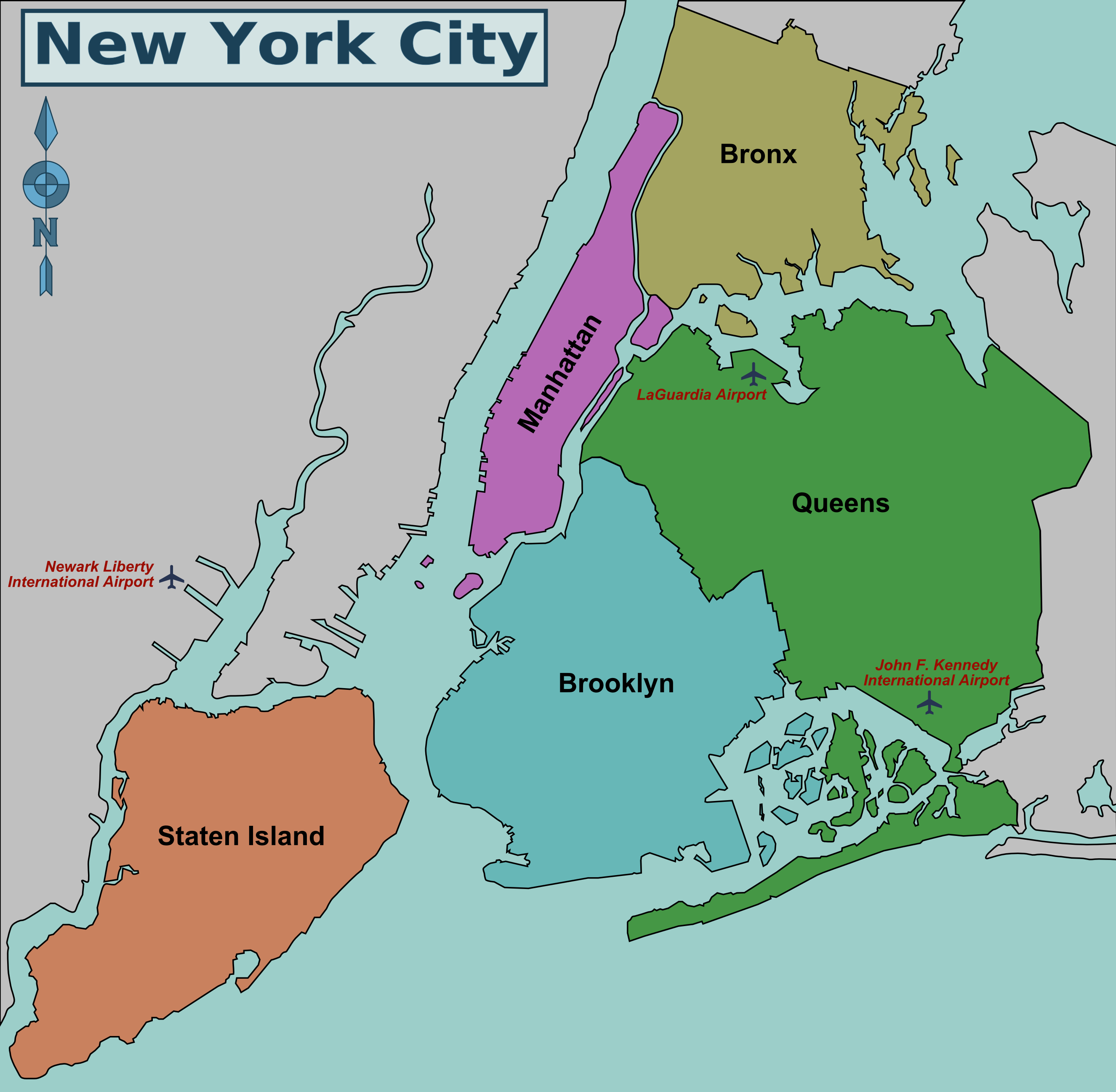
Les cinq arrondissements de la ville de New York.

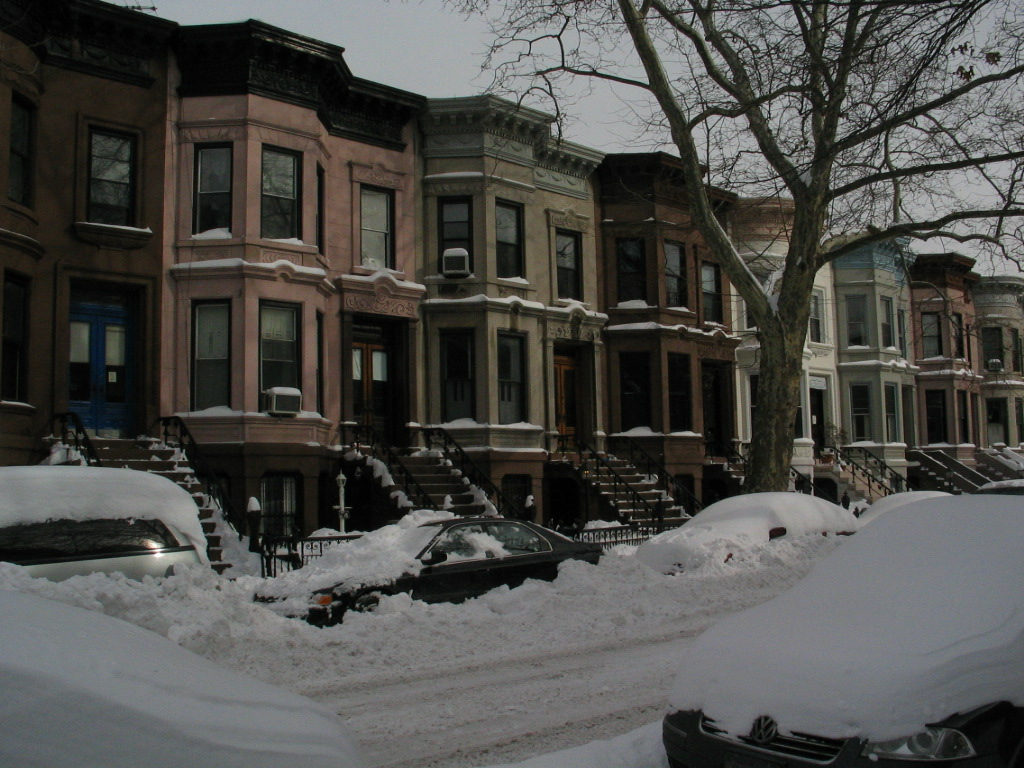
Un quartier résidentiel de Brooklyn.

La ville de New York est constituée de cinq arrondissements (en anglais : boroughs), qui coïncident chacun avec un comté de l'État de New York (county), mais ces derniers ne fonctionnent pas comme des "comtés" à proprement parler. En effet, ils n'ont aucun pouvoir et sont, en lieu et place des comtés, soumis directement à l'autorité municipale.
- Manhattan (ou Comté de New York), 1 626 153 habitants. L'île de Manhattan correspond à l'arrondissement le plus riche de la ville de New York, et le plus densément peuplé, tout en étant le plus célèbre, puisque la plupart des buildings les plus célèbres du monde se trouvent à Manhattan. Manhattan se présente également comme une place financière d'importance mondiale, avec l'indice Dow Jones (NYSE) et le Nasdaq. Mais Manhattan est aussi un centre décisionnel majeur : siège de l'ONU, nombreux sièges d'entreprises, ce qui en fait l'un des lieux les plus puissants de la planète. Au niveau universitaire, Manhattan abrite l'université de New York, la prestigieuse université Columbia (appartenant à l'Ivy League) ou encore celle de Fordham. Manhattan est un peu considéré comme le centre-ville de New York.

- Brooklyn (ou Comté de Kings), 2 592 149 habitants. Brooklyn est un quartier à tendance résidentielle, ce qui explique qu'il est l'arrondissement le plus peuplé de la ville. Brooklyn a longtemps été une ville indépendante, avant de faire partie de la ville de New York en 1898. Brooklyn présente en outre l'une des rares plages de la ville, à Coney Island.

- Queens (ou Comté de Queens), 2 296 175 habitants. Le Queens est à la fois un quartier résidentiel et industriel ; il est en outre le plus vaste de la ville de New York. Le Queens est très ouvert sur l'extérieur, grâce à sa proximité avec les deux principaux aéroports de la ville, JFK et LaGuardia Airport. Le Queens abrite également l'un des tournois de tennis majeurs de la saison, l'US Open. L'Unisphere (sphère en acier représentant la terre), située dans le parc de Flushing Meadows-Corona Park, est d'ailleurs considérée comme le symbole du Queens, avec une idée d'ouverture sur le monde et d'universalité. L'équipe des Mets de New York joue ses matches dans le Citi Field, situé dans le quartier de Flushing.

- The Bronx (ou Comté de Bronx), 1 419 733 habitants. Le Bronx a longtemps été considéré comme l'arrondissement pauvre de la ville de New York, mais depuis quelques années, la politique de la ville a permis de rendre le Bronx beaucoup plus attrayant. Ce quartier est également considéré comme le berceau de la culture hip-hop, qui s'est à présent répandue largement dans le monde, et comme un quartier qui accueille des minorités hispaniques et noires, contribuant à l'image de melting pot de la ville. Le Bronx abrite en outre le nouveau Fulton Fish Market, qui est l'un des principaux marchés aux produits maritimes de la côte est. L'équipe des New York Yankees joue ses matches dans le Yankee Stadium, situé à la frontière entre Manhattan et le Bronx.

- Staten Island (ou Comté de Richmond), 472 621 habitants, est l'arrondissement le moins intégré à la ville de New York, ne serait-ce que par son éloignement géographique. Staten Island est relié à Brooklyn par le pont Verrazano-Narrows, l'un des ponts suspendus les plus longs du monde. L'arrondissement de Staten Island reste un quartier à caractère résidentiel où il fait bon vivre, loin de la frénésie de Manhattan, avec d'innombrables cours d'eau, parcs et espaces verts.